# Yo quiero bailar
Yo quiero bailar è l'album di debutto del duo spagnolo Sonia y Selena, pubblicato il 13 luglio 2001 dall'etichetta discografica Vale Music.
La canzone che ha dato il titolo all'album è stata un successo europeo nell'estate del 2001.

## Tracce
CD (Vale VLCD 091-1)
1. Yo quiero bailar
2. Deja que mueva, mueva, mueva
3. Que viva la noche
4. Cuando el sol se va
5. En tus manos mi destino
6. Mitad de la mitad
7. Mucho por vivir... en Gran Hermano
8. Tequila
9. DejarÉ
10. Mano a mano
11. No tengas miedo de amar
12. Yo quiero bailar (Extended version)